# Baudouin Jurdant
Baudouin Jurdant (Lieja; 2 de febrero de 1942) es un especialista francés sobre los problemas de la vulgarización científica. Fue profesor en Ciencias de la Información y la Comunicación en la Universidad de París-Diderot, hasta su jubilación.

## Trayectoria
Baudouin Jurdant, aunque nació en Lieja, se mudó a los ocho años a Estrasburgo (Francia). Su padre fue un escritor de novelas policiacas sin mucho éxito, por lo que, después de formarse, comenzó a trabajar en el Consejo de Europa. Baudouin Jurdant se naturalizó francés.
Tras cinco años de investigaciones sociolingúisticas en la Universidad de York (Gran Bretaña), en 1974, entró en el grupo de Estudios e Investigación sobre la Ciencia en la Universidad Louis Pasteur, de Strasbourgo. Este grupo de reflexión en el campo denominado STS (Science-Technologie-Société), nacido en 1973, fue uno de los primeros creados. En 1976, era ya su director, y mantendría su puesto durante 21 años. En la Universidad de Strasbourgo promovió, en 1994, un grupo de comunicación científica y técnica. Publicó, en 1995, un Séminaire 1994/1995, con Dominique Weil, sobre temas psicoanalíticos: Autour du symptôme
.
Entre otros estudios, Baudouin Jurdant se doctoró en el tercer ciclo de psicología, con la defensa de su tesis en octubre de 1973, en la Universidad Louis Pasteur de Strasbourgo. Trataba sobre los Problèmes théoriques de la vulgarisation scientifique, y el texto, que circuló en fotocopias, fue recuperado y ampliado en 2009. El autor argumenta el problema de la difusión de la ciencia tomando fuentes en ámbitos de la comunicación, la antropología, la sociología, así como de la filosofía y del psicoanálisis.
Once años más tarde, en 1984, defenderá una importante tesis de Estado titulada Ecriture, monnaie et connaissance, con una mirada muy amplia sobre la difusión de los conocimientos. 
Ha sido, a continuación, profesor de sociología, psicología y ciencias de la información en la Universidad París-7. Además, fue director del CCI, desde 2000; conferenciante del Institut des Hautes Études pour la Science et la Technologie; miembro del Consejo de redacción de la revista Alliage y también de Public Understanding of Science. Además ha sido investigador asociado al Centro Alexandre Koyré, el más importante, en Francia, para la difusión de la ciencia y su historia. 
Tras su jubilación, se ha trasladado a Lisboa, con su segunda mujer y su niña. ("Europa es, sobre todo, la oportunidad de moverse"). Defiende lo local en una Europa global, pero desconfía mucho del poder disgregador de los nacionalismos. Percibe a Francia como país del norte y del sur, que pertenece a ambos mundos; por ello, dice, "Francia tiene un enorme papel que jugar. Si se quiere, un papel incluso cultural, primordial, de bisagra, que no puede ni debe olvidar jamás".
Como profesor universitario, Baudouin Jurdant, ha venido presentando al gran público, estudios sobre controversias científicas. Incluso, anualmente sus alumnos han venido redactando y representando (en el Máster "Biogéomédia" de periodismo científico), una obra teatral en la que dramatizaban diversas controversias, históricas o contemporáneas.
Su recorrido está a caballo entre la historia de la sociología y las ciencias y tecnologías de la información y la comunicación. Ha llevado a cabo muchas traducciones y ha sido muy conocido por dirigir la obra colectiva Impostures scientifiques. Les malentendus de l'affaire Sokal. 

### Preliminares
En 1996, la publicación en Estados Unidos de un artículo del físico americano Alan Sokal denunciaba mediante un truco —en una revista científica de humanidades (Social Text, que se sintió engañada)— los estragos intelectuales operados, según éste, por la llamada 'posmodernidad', con especial énfasis en los intelectuales franceses, varios de ellos de primera fila.
Esto promovió el llamado Escándalo Sokal, de gran eco. Luego amplió su escrito con su colega Bricmont en Imposturas Intelectuales (1997), libro al que responde el título de Jurdant.
Ya Jacques Derrida, escribió en 1997 contra esa manipulación, por carente de seriedad: Sokal y su colega Bricmont no estudiaban las llamadas "metáforas" científicas ni su papel en los textos denunciados, tampoco analizaban su estatuto ni sus efectos en los textos que reprobaban. Añadía que esa operación mediática (de la que sacaron buen rédito), era una lectura superficial y burda, propia de cierto mundo universitario. Para Derrida, ni habían leído las obras impugnadas, ni conocían las ciencias humanas, ni discernían un comentario retórico del razonamiento principal de un analista cultural.

### Los malentendidos del caso Sokal
Pues bien, en 2003, bajo la coordinación de Baudouin Jurdant, se realizó una contracrítica de Imposturas Intelectuales por un grupo de físicos, matemáticos, filósofos o sociólogos, al entregar un libro documentado, de título combativo Imposturas científicas: los malentendidos del caso Sokal. Este colectivo de científicos, dirigidos por Jurdant, se formó con especialistas en los pensadores e intelectuales franceses denunciados por Sokal; de modo que analizaron ahí sectorialmente sus lecturas. Fueron resaltando, paso a paso, la absoluta insuficiencia de conocimientos acerca de lo que criticaba, así como el desconocimiento de los recursos argumentativos que emplean las humanidades francesas o europeas (y la filosofía en general).
Observaron cómo todo empezó por intereses de Sokal, que pretendía desprestigiar a los filósofos postestructuralistas y los científicos relacionados con este campo, en particular al pensamiento francés en su conjunto, que había penetrado con éxito en el mundo universitario estadounidense desde 1966, en el célebre encuentro de Baltimore. Deducían con Jurdant que el éxito de Imposturas Intelectuales se debió a que fue apoyado por medios de comunicación, centros universitarios y librerías asociados con los mismos discursos académicos hostiles al mundo de las humanidades, dominantes allí. 
Al coordinar Imposturas científicas, Baudouin Jurdant luchó contra el dogmatismo de Imposturas intelectuales, a saber, que los filósofos franceses eran unos "relativistas", "pseudocientíficos e "irracionalistas", aún sin haber leído seriamente ningún libro de tales pensadores. Ese trabajo recuerda que Lacan era un buen conocedor de matemáticas, y Latour un conocedor de las ciencias, entre otros ejemplos, lo que conduce a conclusiones opustas a las de Sokal y Bricmont. Estos dos físicos —paladines del rigor científico—, habrían adaptado los textos de los intelectuales franceses burdamente, para lograr sus propios fines.

## Obra básica
- Autour du symptôme

, con Dominique Weil, Estrasburgo, 1995
- Imposturas científicas: los malentendidos del Caso Sokal

, Valencia, Universitat de València, 2003 ISBN 84-376-2079-1 
- Problèmes théoriques de la vulgarisation scientifique

, Archives contemporaines, col. «Etudes de sciences», 2009. 

## Enlaces
- en mayo de 2012

- Datos: Q5723668